# Fernmeldeturm Elmshorn
Der Fernmeldeturm Elmshorn ist ein Fernmeldeturm der Deutschen Telekom AG in Stahlbetonbauweise in Elmshorn im Kreis Pinneberg in Schleswig-Holstein. Der 1988 errichtete Turm ist mit 85 m Gesamthöhe das höchste Bauwerk in Elmshorn. Der Turm hat drei Plattformebenen, auf denen sich Antennen für Mobilfunk und Richtfunk befinden. Darüber hinaus verfügt der Turm über eine Flughindernisbefeuerung. Im Oktober 2014 wurde die nicht mehr benötigte Antenne für analoges Fernsehen mangels Bedarf demontiert. Zuvor war der Turm noch 108,2 m hoch.